# إندونو أولونا
إندونو أولونا هي بلدة وبلدية في إيطاليا، في شمال غرب لومبارديا، على بعد 60 كيلومترا (37 ميل) شمال ميلانو ، في مقاطعة فاريزي. يبلغ عدد سكانها حوالي 10,200 نسمة في عام 2007.